# Golf van Cádiz

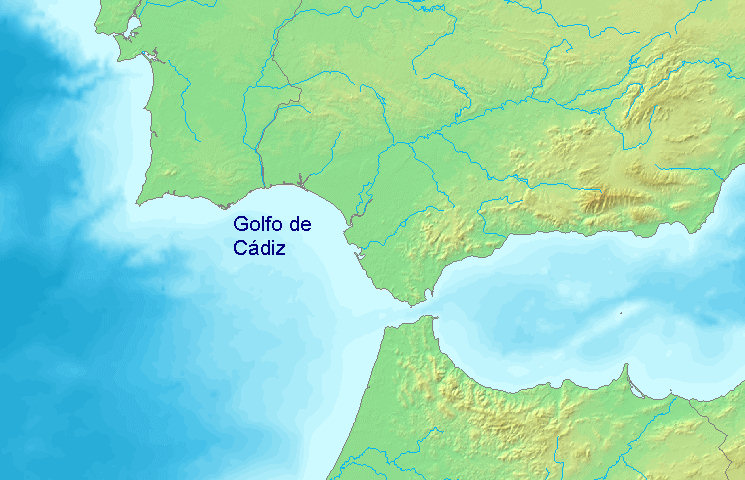
Golf van Cádiz

De Golf van Cádiz is een baai van de Atlantische Oceaan die zich uitstrekt van de Andalusische havenstad Cádiz tot de Cabo de Santa Maria bij de Portugese stad Faro. De Baai van Cádiz maakt hier ook deel van uit.
Twee grote rivieren monden uit in de Golf van Cádiz: de Guadiana (deze vormt een aanzienlijk deel van de grens tussen Spanje en Portugal) en de Guadalquivir.
De havensteden aan de Golf zijn naast Cádiz: El Puerto de Santa María, waarvandaan Columbus zijn ontdekkingstochten begon, en verder Rota, Puerto Real, San Fernando en Huelva in Spanje en Olhão, Tavira en Vila Real de Santo António in Portugal.
De Spaanse kust van de Golf van Cádiz met zijn brede zandstranden staat bekend als Costa de la Luz.